# Estadio Lenin (Jabárovsk)
El Estadio Lenin (en ruso: Стадион имени Ленина) es un estadio multiusos de la ciudad de Jabárovsk, en el Extremo Oriente ruso. El estadio fue construido en 1956, tiene capacidad para 15 200 espectadores y sirve, principalmente, para la práctica del fútbol. El club de fútbol SKA-Energiya Khabarovsk juega en el estadio Lenin sus partidos oficiales como local.

## Historia
El estadio fue construido en 1956 en el parque a orillas del río Amur en Jabárovsk por orden del Mariscal Malinovski, un Comandante dos veces destacado Héroe de la Unión Soviética. En 1979 se produjo la reconstrucción del estadio para la Copa del Mundo de Bandy de 1981, que se celebró en la ciudad de Jabárovsk. La capacidad del estadio en ese momento era superior a las 20 000 localidades.

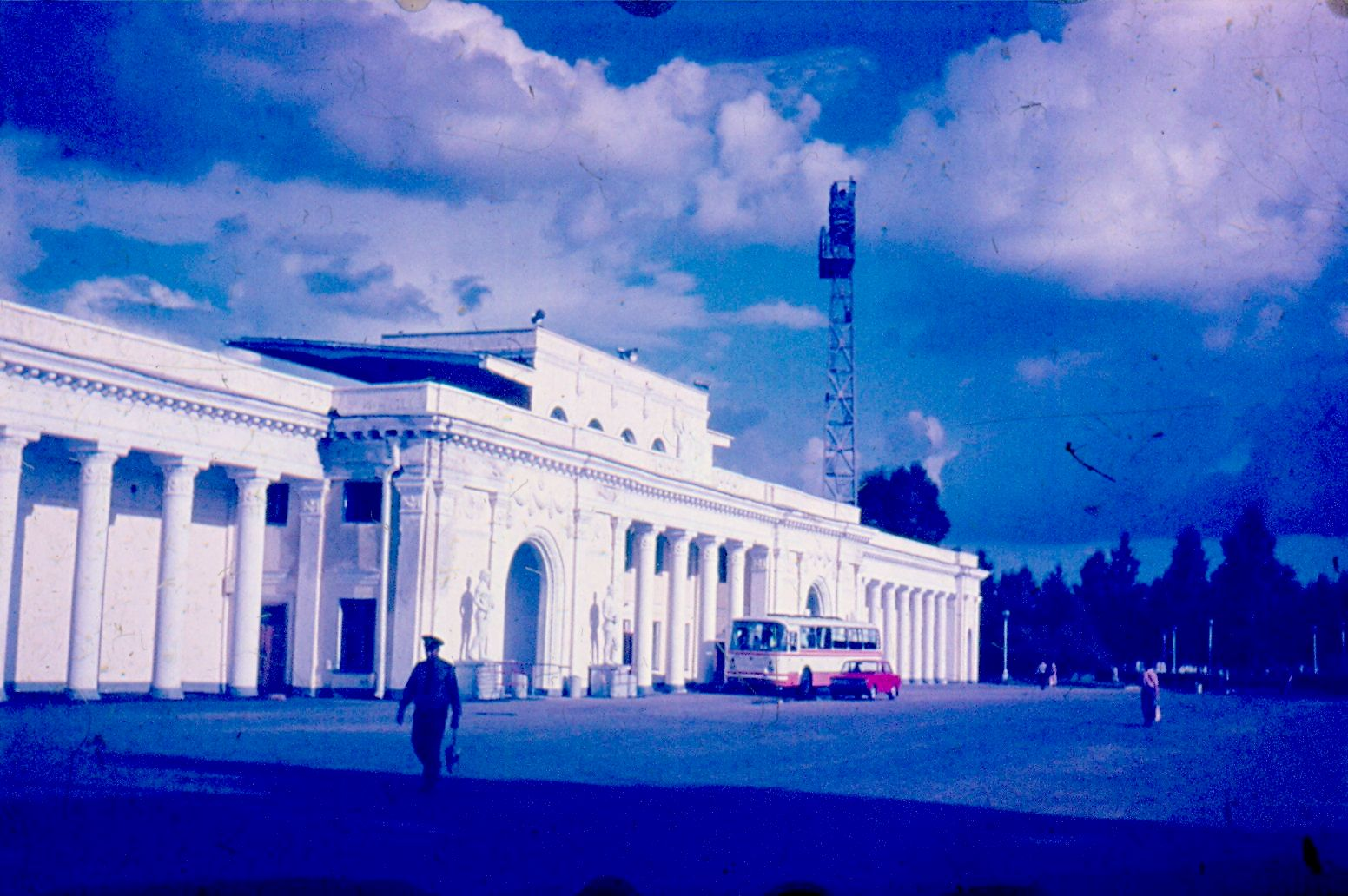
Imagen del estadio en 1980.

El 20 de noviembre de 1982 se produjo una estampida de aficionados durante un partido de hockey sobre hielo en el que fallecieron 18 personas. Fuentes oficiales contabilizaron 22 000 espectadores, lleno absoluto, pero los presentes observaron cómo muchos más aficionados entraron al estadio saltando las vallas de seguridad del estadio. Desde entonces, cada año se reúnen aficionados en la Tribuna Oriental para recordar a los fallecidos.
El césped del estadio fue sustituido en 2003 por uno artificial, convirtiéndose así en el primer estadio más allá de los Urales que acometía dicha operación. Las obras de remodelación de ese año incluyeron, también, la instalación de un sistema de calefacción por debajo del césped y asientos de plástico con los colores del SKA-Energiya —rojo y azul—, por lo que la capacidad del estadio descendió hasta los 15 200 espectadores.
El 2 de noviembre de 2011, el estadio pasó a ser propiedad del Krai de Jabárovsk tras las negociaciones mantenidas entre el gobernador Vyacheslav Shport y el Ministerio de Defensa, antiguo titular del estadio. Con el nuevo cambio de titularidad, el estadio dispondrá de mejoras como video vigilancia en el perímetro de las instalaciones deportivas y un detector de metales.